# Church of God (Cleveland)
Die Church of God (Cleveland) ist eine der ältesten und größten Pfingstkirchen weltweit. Die Entstehung geht auf die Erweckungs- und Heiligungsbewegungen um 1900 zurück, das Selbstverständnis steht in evangelikaler Tradition. Ihre Zweige und Gemeinden sind unter verschiedenen Bezeichnungen bekannt. Zurzeit zählt die Church of God (Cleveland) in fast 180 Ländern über 7 Millionen Gläubige. Der deutsche Zweig ist die Gemeinde Gottes Deutschland KdöR mit etwa 70 Gemeinden und ca. 3300 Mitgliedern. In Österreich hat die Pfingstkirche Gemeinde Gottes 48 (rumänisch-sprachige) Gemeinden. In der Schweiz gibt es eine Mission mit ca. 20 Mitgliedern.

## Name, Synonyme und andere Sprachen
Der Name Church of God wurde bei der Internationalen Generalversammlung im Jahre 1907 einstimmig beschlossen. Damit wird ausdrücklich nicht der Anspruch erhoben, die absolute Gemeinde zu sein, sondern es soll ein biblischer Bezug (1 Kor 1,2 ; 2 Kor 1,1 ) hergestellt werden.
International ist die Gemeinde Gottes unter dem Namen Church of God (Cleveland, Tennessee) bekannt. Der Zusatz Cleveland, Tennessee, wo sich der Hauptsitz der internationalen Church of God befindet, dient der Unterscheidung von zahlreichen anderen Gemeinden dieses Namens in den Vereinigten Staaten.
In den einzelnen Nationalstaaten trägt die Kirche jeweils einen Namen in der jeweiligen Landessprache. Dieser ist häufig lediglich eine Übersetzung des internationalen Namens Church of God. Teilweise sind es aber auch individuelle Eigennamen. In England und Wales trägt die Kirche beispielsweise den Namen New Testament Church of God, in Frankreich Eglise de Dieu en France und in Lateinamerika Iglesia de dios.

## Vorgeschichte
Die Wurzeln der Church of God reichen bis in das 19. Jahrhundert. Besonders in der angelsächsischen Heiligungsbewegung erwachte in dieser Zeit ein immer größeres Verlangen nach geistlicher Erweckung. Richard G. Spurling aus Tennessee, USA, ein Baptistenprediger (1857–1935), sein Vater Richard Spurling (1810–1891) und einige Gleichgesinnte widmeten sich dem intensiven Bibelstudium und dem Gebet um göttliche Führung. R. G. Spurling sah die Notwendigkeit einer weiteren Reformation der Kirche, die über die große Reformation des 16. Jahrhunderts hinausging. Er sah den allgemeinen Fokus der Reformatoren mehr auf dem richtigen Glauben und der reinen Lehre als auf der Beziehung zu Jesus Christus und der Liebe zueinander. Bekenntnisse seien wichtiger geworden als die Leitung durch den Heiligen Geist und das eigene Gewissen.
Nachdem sie aus ihrer Baptistengemeinde ausgeschlossen wurde, gründete diese kleine Gruppe im Jahre 1886 eine „Christliche Union“ mit dem Zweck, entschiedenes Christentum nach dem urchristlichen Vorbild zu verwirklichen. Erst 1896 begann sich die ersehnte Erweckung Bahn zu brechen. Die Menschen erlebten in den Versammlungen die überwältigende Gegenwart Gottes. Die Menschen wurden im Geist getauft und redeten in neuen, geistgewirkten Sprachen. Die Bewegung breitete sich schnell in der ganzen Gegend aus. Dieses Ereignis bildete Anfang und Ausgangsbasis der Gemeinde Gottes. Bis heute wird innerhalb der Gemeinde Gottes großer Wert auf die schriftgemäße Wirksamkeit des Heiligen Geistes gelegt.
1902 wurde dann durch die Initiative R. G. Spurlings eine lokale Gemeinde organisiert, die sich den Namen „Holiness Church at Camp Creek“ gab. Schon vor dem Ersten Weltkrieg verbreitete sie sich in Teilen Europas.